# Danh sách đĩa đơn quán quân Hot 100 năm 1971 (Mỹ)
Billboard Hot 100, công bố hàng tuần bởi tạp chí Billboard, là bảng xếp hạng các đĩa đơn thành công nhất tại thị trường âm nhạc Hoa Kỳ.

## Lịch sử xếp hạng
| Ngày phát hành | Bài hát                                                              | Nghệ sĩ                           |
| -------------- | -------------------------------------------------------------------- | --------------------------------- |
| 2 tháng 1      | "My Sweet Lord" / "Isn't It a Pity"                                  | George Harrison                   |
| 9 tháng 1      | "My Sweet Lord" / "Isn't It a Pity"                                  | George Harrison                   |
| 16 tháng 1     | "My Sweet Lord" / "Isn't It a Pity"                                  | George Harrison                   |
| 23 tháng 1     | "Knock Three Times"                                                  | Dawn                              |
| 30 tháng 1     | "Knock Three Times"                                                  | Dawn                              |
| 6 tháng 2      | "Knock Three Times"                                                  | Dawn                              |
| 13 tháng 2     | "One Bad Apple"                                                      | The Osmonds                       |
| 20 tháng 2     | "One Bad Apple"                                                      | The Osmonds                       |
| 27 tháng 2     | "One Bad Apple"                                                      | The Osmonds                       |
| 6 tháng 3      | "One Bad Apple"                                                      | The Osmonds                       |
| 13 tháng 3     | "One Bad Apple"                                                      | The Osmonds                       |
| 20 tháng 3     | "Me and Bobby McGee"                                                 | Janis Joplin                      |
| 27 tháng 3     | "Me and Bobby McGee"                                                 | Janis Joplin                      |
| 3 tháng 4      | "Just My Imagination (Running Away with Me)"                         | The Temptations                   |
| 10 tháng 4     | "Just My Imagination (Running Away with Me)"                         | The Temptations                   |
| 17 tháng 4     | "Joy to the World"                                                   | Three Dog Night                   |
| 24 tháng 4     | "Joy to the World"                                                   | Three Dog Night                   |
| 1 tháng 5      | "Joy to the World"                                                   | Three Dog Night                   |
| 8 tháng 5      | "Joy to the World"                                                   | Three Dog Night                   |
| 15 tháng 5     | "Joy to the World"                                                   | Three Dog Night                   |
| 22 tháng 5     | "Joy to the World"                                                   | Three Dog Night                   |
| 29 tháng 5     | "Brown Sugar"                                                        | The Rolling Stones                |
| 5 tháng 6      | "Brown Sugar"                                                        | The Rolling Stones                |
| 12 tháng 6     | "Want Ads"                                                           | The Honey Cone                    |
| 19 tháng 6     | "It's Too Late" / "I Feel the Earth Move"                            | Carole King                       |
| 26 tháng 6     | "It's Too Late" / "I Feel the Earth Move"                            | Carole King                       |
| 3 tháng 7      | "It's Too Late" / "I Feel the Earth Move"                            | Carole King                       |
| 10 tháng 7     | "It's Too Late" / "I Feel the Earth Move"                            | Carole King                       |
| 17 tháng 7     | "It's Too Late" / "I Feel the Earth Move"                            | Carole King                       |
| 24 tháng 7     | "Indian Reservation (The Lament of the Cherokee Reservation Indian)" | The Raiders                       |
| 31 tháng 7     | "You've Got a Friend"                                                | James Taylor                      |
| 7 tháng 8      | "How Can You Mend a Broken Heart"                                    | Bee Gees                          |
| 14 tháng 8     | "How Can You Mend a Broken Heart"                                    | Bee Gees                          |
| 21 tháng 8     | "How Can You Mend a Broken Heart"                                    | Bee Gees                          |
| 28 tháng 8     | "How Can You Mend a Broken Heart"                                    | Bee Gees                          |
| 4 tháng 9      | "Uncle Albert/Admiral Halsey"                                        | Paul McCartney và Linda McCartney |
| 11 tháng 9     | "Go Away Little Girl"                                                | Donny Osmond                      |
| 18 tháng 9     | "Go Away Little Girl"                                                | Donny Osmond                      |
| 25 tháng 9     | "Go Away Little Girl"                                                | Donny Osmond                      |
| 2 tháng 10     | "Maggie May" / "Reason to Believe"                                   | Rod Stewart                       |
| 9 tháng 10     | "Maggie May" / "Reason to Believe"                                   | Rod Stewart                       |
| 16 tháng 10    | "Maggie May" / "Reason to Believe"                                   | Rod Stewart                       |
| 23 tháng 10    | "Maggie May" / "Reason to Believe"                                   | Rod Stewart                       |
| 30 tháng 10    | "Maggie May" / "Reason to Believe"                                   | Rod Stewart                       |
| 6 tháng 11     | "Gypsys, Tramps & Thieves"                                           | Cher                              |
| 13 tháng 11    | "Gypsys, Tramps & Thieves"                                           | Cher                              |
| 20             | "Theme from Shaft"                                                   | Isaac Hayes                       |
| 27 tháng 11    | "Theme from Shaft"                                                   | Isaac Hayes                       |
| 4 tháng 12     | "Family Affair"                                                      | Sly & the Family Stone            |
| 11 tháng 12    | "Family Affair"                                                      | Sly & the Family Stone            |
| 18 tháng 12    | "Family Affair"                                                      | Sly & the Family Stone            |
| 25 tháng 12    | "Brand New Key"                                                      | Melanie                           |